# Jakob Petrén (kemist)

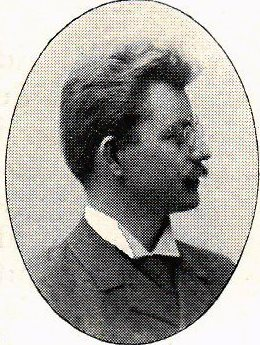
Jakob Petrén.

Jakob Georg Petrén, född 29 maj 1872 i Halmstads församling, Malmöhus län, död 25 december 1950 i Stockholm, var en svensk kemist, professor i bergskemi och metallurgi vid Kungliga Tekniska högskolan, son till kyrkoherden Carl Daniel Edvard Petrén och Charlotte Göransson, bror till Thure, Edvard, Alfred, Karl, Bror, Gustaf, Viktor, Ebbe och Louise Petrén.
Petrén blev filosofie doktor i Lund 1900, kemist vid järnverket i Witkowitz, Mähren, 1899–1900, var assistent i bergskemi vid Tekniska högskolan 1901–1902, där han 1902 blev t.f. och 1903 ordinarie lektor i metallurgi och hyttkonst samt 1911 professor i bergskemi och metallurgi. Han var ledamot av kiseljärnkommittén (1907–1914), av kommittén för utredning om lättnader för vissa värnpliktiga (1909–1911) och ordförande i kontrollkommissionen för guldmynt.
Jakob Petrén är begraven på Norra begravningsplatsen utanför Stockholm.